# Gricelda Núñez
Gricelda de las Mercedes Núñez Ibarra (escrito también Griselda Núñez; Batuco, octubre de 1945) es una poetisa chilena, apodada La Batucana.

## Biografía
De origen humilde, durante la década de 1980 fue columnista en importantes diarios de Santiago. También trabajó en la película chilena La frontera en el papel de la "machi" (médica, "meica", sacerdotisa) mapuche que andaba en citroneta. Su poesía refleja su vida y sus innumerables trabajos que ha desempeñado: vendedora de tarjetas y revistas, cuidadora de pollitos, temporera, personaje de televisión, actriz de cine, columnista de diarios, etc.
Actualmente es facilitadora en actuación del grupo de Teatro Espontáneo Batuco Bacanales.

## Obras
En su labor como poeta ha publicado varios libros, entre ellos 
- Poemas de la Batucana (1983), su obra más difundida
- Mil puertas para nacer (1987)
- Hablando de Amor (1984)
- Primero de mayo (1986)
- Carrera por la Vida (2008) con Ediciones Esperpentia